# Nyitott ablak Collioure-ban
A Nyitott ablak Collioure-ban (Fenêtre ouverte, Collioure) Henri Matisse francia festő alkotása, amely a washingtoni nemzeti művészeti múzeum (National Gallery of Art) gyűjteményének része.
Az 1905-ben festett kép a korai modernizmus egyik meghatározó darabja, a fauvizmus egyik első fontos festménye. A művészeti stílus leginkább meghatározó jegyeit már magán viseliː palettája telített színekből áll, ecsetvonásai szélesek. Spontánnak érződik, habár megfigyelhető rajta a posztimpresszionizmus és a neoimpresszionizmus technikáinak asszimilációja. A Nyitott ablak Collioure-ban Matisse korábbi munkáitól is eltér, új alkotói fejezetének egyik nyitó darabja.
A kép a Földközi-tenger partján fekvő Collioure-ban készült, ahova Matisse André Derainnel utazott a nyárra festeni. A képet már a párizsi őszi szalonban (Salon d'automne) kiállították a Vadak más alkotásai mellett. A festményeket a közönség értetlensége és elutasító kritika fogadta. Maga a Vadak elnevezés is ekkor született, Louis Vauxcelles használta az elnevezést újságkritikájában.
Matisse a színek maximális intenzitását kereste, lemondva a chiaroscuro nyújtotta lehetőségről, hogy a fény és az árnyék hatásával tömeget és térbeli mélységet adjon a kompozíciónak. A belső falat kék-zöld és fukszia színűre felületekre osztotta, amelyek felidézik a a zöld és vörös ellentétét. Ugyanez megjelenik a virágok ábrázolásán is, és hasonló eszközzel élt Matisse a Nő kalappal hátterének megfestésekor is. Az ecsetvonások változatosak, hol hosszúak, hol szaggatottak, a kompozíció területétől – szobabelső, kihajtott ablak, erkély, kikötő – függően módosulnak, egyfajta vizuális poliritmikát biztosítva. A kompozíció keretek sorozatából épül felː a fal keretezi az ablakot, az ablak a kép középső részét, az erkély pedig a tájat.
A festményt Pieter Van der Velde vásárolta meg a párizsi Druet-galériától 1906-ban, majd 1915 és 1918 között valószínűleg vejének, Édouard Réquin tábornoknak ajándékozta. 1949-ig francia magánygyűjteményben volt, majd az Amerikai Egyesült Államokba került. 1952. augusztus 6-án John Hay Whitney és felesége vette meg. A festményt ajándékként kapta meg a washingtoni múzeum 1998-ban.